# Léo (ur. 1997)
Léo, właśc. Leonardo Nascimento Lopes de Souza (ur. 28 maja 1997 w Sorocabie) – brazylijski piłkarz występujący na pozycji napastnika, od 2025 roku zawodnik chińskiego Shanghai Port.